# 白米 (地名)
白米，是臺灣高雄市岡山區的一個傳統地域名稱，位於該區南部略偏西。相較於今日行政區，其範圍大致為白米里不含西北部及東北部。
本地區境內主要聚落為白米、鹽埔。

## 歷史
台灣日治初期，白米地區為一街庄，稱為「白米庄」（舊制街庄），隸屬於仁壽上里。該庄昔日西及西北與石螺潭庄為鄰，北邊一小段與後協庄為鄰，東與街尾崙庄為鄰，南邊隔典寶溪與五里林庄為界，西南邊為梓官庄。
1901年（日治明治三十四年）11月11日，全台廢縣廳改設二十廳，該庄隸屬於鳳山廳。1904年（明治三十七年）5月3日，該庄編入「梓官區」，隸屬於鳳山廳。1909年（明治四十二年）10月25日，全台合併二十廳為十二廳，梓官區改隸屬於臺南廳。1920年（大正九年）10月1日，全台地方制度大改正，廢十二廳改設五州二廳，該庄改制為「白米」大字，隸屬於高雄州岡山郡岡山街（新制街庄）。
戰後岡山街改制為岡山鎮，隸屬於高雄縣，大字亦改制為里。1950年（民國39年）10月1日，高、屏分治，岡山鎮仍隸屬於高雄縣。2010年（民國99年）12月25日，高雄縣、市合併為直轄高雄市，岡山鎮改制為岡山區。

## 聚落
本地區發展較早的聚落為白米、鹽埔，在日治初期的官方地圖上已有記載。

## 交通
區道高25線是劉厝至梓官的道路，經過本地區西北部邊界地帶暨白米聚落西北側。
區道高25-1線是白米至五里林的道路，其北側端點（起點）位於本地區北部白米聚落的區道高25線路口，由此向南會經過本地區的鹽埔聚落。